# Starý železniční most (Bělehrad)
Starý železniční most (srbsky Стари желенички мост/Stari železnički most) překonává řeku Sávu v srbské metropoli Bělehradu. Projíždějí přes něj vlaky, které směřují na území Sremu.

## Historie

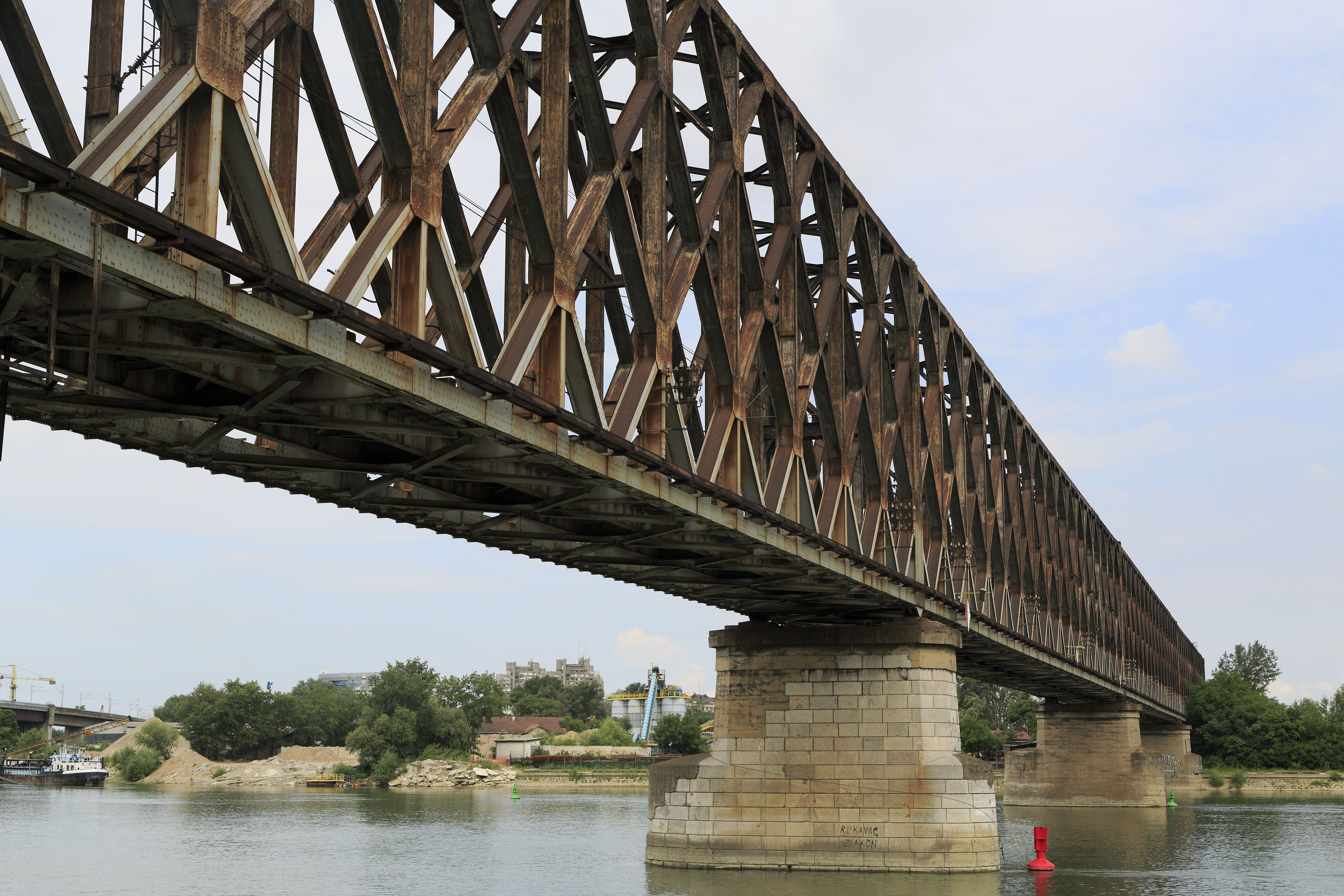
Pohled na most.

Most byl vybudován v roce 1884 jako součást trati Bělehrad–Subotica. Byl postaven na šesti pilířích, dlouhý byl 462 metrů a vážil 7 200 tun. Zničen byl během obléhání města při první světové válce. Tehdy byl jediným mostem, který spojoval Bělehrad s nedalekým Zemunem, který byl již na území nepřátelského Rakousko-Uherska. Obnoven byl následně v roce 1919 a zbořen během Dubnové války v roce 1941. 
Ve své současné podobě byl most vybudován po skončení druhé světové války za prostředky z válečných reparací. Dostal název Most generála Vila. Až do vybudování nového mostu v roce 1979 byl jedinou železniční spojnicí města přes řeku Sávu. Dlouhý je 350 metrů a jeho výška činí 12 metrů. Poslední rekonstrukce se uskutečnila v roce 1986 a menší opravy v letech 1995 a 1996. V roce 2009 byly vyměněny pražce na mostě. 